# Stephen Kiprotich
Stephen Kiprotich (Cheptiyal village, district Kapchorwa, 27 februari 1989) is een voormalig Oegandese langeafstandsloper, die gespecialiseerd was in de marathon. Naast nationaal recordhouder werd hij in 2012 olympisch en in 2013 wereldkampioen in deze discipline. Kiprotich maakte deel uit van het NN Running Team.
Hij is geen familie van Wilson Kipsang Kiprotich, de Keniaanse atleet die eveneens gespecialiseerd is in lange afstanden.  

## Loopbaan
Kiprotich geniet in Nederland met name bekendheid door in 2011 onverwacht, als haas gestart, de marathon van Enschede te winnen. Hij verbeterde met een tijd van 2:07.20 het parcoursrecord. Het oude record van 2:09.02 stond op naam van de Keniaan Jacob Yator. Hij haalde met deze tijd bijna twee minuten af van het parcoursrecord en sleepte hiermee een premie van 20.000 euro in de wacht. Met deze prestatie verbeterde hij ook het Oegandees record op de marathon.
In 2012 werd Kiprotich derde bij de marathon van Tokio in een tijd van 2:07.50. Later dat jaar won hij de gouden medaille op de Olympische Spelen in Londen, de tweede gouden olympische medaille voor zijn vaderland Oeganda. Met een tijd van 2:08.01 bleef hij de Kenianen Abel Kirui (zilver; 2:08.27) en Wilson Kipsang (brons; 2:09.37) voor.
Op de Olympische Spelen van 2016 in Rio de Janeiro kon hij zijn gouden medaille niet prolongeren, hij werd veertiende.

## Titels
- Olympisch kampioen marathon - 2012
- Wereldkampioen marathon - 2013
- Engels AAA-kampioen 10.000 m - 2010
- Oegandees kampioen 10.000 m - 2007
- Oegandese kampioen 5000 m - 2012

## Persoonlijke records
Baan
| Onderdeel      | Prestatie | Datum        | Plaats     |
| -------------- | --------- | ------------ | ---------- |
| 3000 m         | 7.48,06   | 25 juli 2007 | Luik       |
| 5000 m         | 13.23,70  | 24 mei 2008  | Hengelo    |
| 10.000 m       | 27.58,03  | 25 juni 2010 | Birmingham |
| 3000 m steeple | 8.26,66   | 6 juni 2010  | Rabat      |

Weg
| Onderdeel      | Prestatie | Datum            | Plaats     |
| -------------- | --------- | ---------------- | ---------- |
| 10 km          | 28.19     | 20 mei 2012      | Manchester |
| 20 km          | 58.21     | 3 februari 2013  | Granollers |
| halve marathon | 1:01.15   | 3 februari 2013  | Granollers |
| 25 km          | 1:14.30   | 28 februari 2016 | Tokio      |
| 30 km          | 1:29.24   | 21 april 2013    | Londen     |
| marathon       | 2:06.33   | 22 februari 2015 | Tokio      |

## Palmares

### 5000 m
- 2007: 16e in series WK - 14.04,22
- 2008: 7e FBK Games - 13.23,70
- 2008: 12e Shanghai Golden Grand Prix
- 2009: 20e FBK Games - 13.42,20
- 2012:  Oegandese kamp. - 13.53,9

### 10.000 m
- 2006:  Akii-Bua Memorial in Kampala - 29.19,4
- 2008: 5e WJK - 28.10,71
- 2010:  open Engelse kamp. in Birmingham - 27.58,03
- 2009:  Oegandese kamp. - 28.56,2
- 2010:  Aviva European Trials in Birmingham - 27.58,03
- 2010: 6e Afrikaanse kamp. - 28.33,85

### 10 km
- 2008:  Bukwo Road Race - 30.53
- 2009: 4e Tilburg Ten Miles - 28.30
- 2009:  Prague Grand Prix TESCO - 28.38
- 2012: 4e Great Manchester Run - 28.19
- 2014:  Great North Run - 29.39

### 15 km
- 2007: 4e Zevenheuvelenloop - 44.27,4
- 2007: 11e Montferland Run - 46.15
- 2009: 5e Zevenheuvelenloop - 44.06,1

### 10 Eng. mijl
- 2009: 10e Dam tot Damloop - 47.423
- 2017: 7e Tilburg Ten Miles - 47.27

### 20 km
- 2010: 7e Marseille-Cassis (20,3 km) - 1:04.19

### halve marathon
- 2010:  halve marathon van Kampala - 1:03.22
- 2013:  halve marathon van Granollers - 1:01.15
- 2014:  Great North Run - 1:01.35

### marathon
- 2011:  marathon van Enschede - 2:07.20
- 2011: 9e marathon van Daegu - 2:12.57
- 2012:  marathon van Tokio - 2:07.50
- 2012:  OS - 2:08.01
- 2013: 6e marathon van Londen - 2:08.03
- 2013:  WK - 2:09.51
- 2013: 12e New York City Marathon - 2:13.05
- 2014: 12e marathon van Londen - 2:11.37
- 2014: 5e New York City Marathon - 2:13.25
- 2015:  marathon van Tokio - 2:06.33
- 2015: 6e WK - 2:14.43
- 2016: 4e marathon van Tokio - 2:07.46
- 2016: 14e OS - 2:13.32
- 2017:  marathon van Fukuoka - 2:07.10
- 2017:  marathon van Hamburg - 2:07.31
- 2018: 7e Toronto Waterfront Marathon - 2:11.06
- 2018: 5e marathon van Hamburg - 2:07.57
- 2019:  marathon van Hamburg - 2:08.32

### veldlopen
- 2006: 24e WK junioren in Fukuoka - 25.02
- 2007: 19e WK junioren in Mombassa - 25.07
- 2008: 12e WK junioren in Edinburgh - 23.09
- 2009:  Oegandse kamp. in Kapchorwa - 29.45,3
- 2009: 23e WK in Amman - 36.23
- 2010: 4e Oegandse kamp. in Amuria - 33.27
- 2011: 6e WK in Punta Umbria - 34.07

1896: Spiridon Louis ·
1900: Michel Théato ·
1904: Thomas J. Hicks ·
1908: John Hayes ·
1912: Kenneth McArthur ·
1920: Hannes Kolehmainen ·
1924: Albin Stenroos ·
1928: Ahmed Boughéra El Ouafi ·
1932: Juan Carlos Zabala ·
1936: Sohn Kee-chung ·
1948: Delfo Cabrera ·
1952: Emil Zátopek ·
1956: Alain Mimoun ·
1960: Abebe Bikila ·
1964: Abebe Bikila ·
1968: Mamo Wolde ·
1972: Frank Shorter ·
1976: Waldemar Cierpinski ·
1980: Waldemar Cierpinski ·
1984: Carlos Lopes ·
1988: Gelindo Bordin ·
1992: Hwang Young-cho ·
1996: Josia Thugwane ·
2000: Gezahegne Abera ·
2004: Stefano Baldini ·
2008: Samuel Wanjiru ·
2012: Stephen Kiprotich ·
2016: Eliud Kipchoge ·
2020: Eliud Kipchoge ·
2024: Tamirat Tola
1983 Robert de Castella ·
1987 Douglas Wakiihuri ·
1991 Hiromi Taniguchi ·
1993 Mark Plaatjes ·
1995 Martín Fiz ·
1997 Abel Anton ·
1999 Abel Anton ·
2001 Gezahegne Abera ·
2003 Jaouad Gharib ·
2005 Jaouad Gharib ·
2007 Luke Kibet ·
2009 Abel Kirui ·
2011 Abel Kirui ·
2013 Stephen Kiprotich ·
2015 Ghirmay Ghebreslassie ·
2017 Geoffrey Kirui ·
2019 Lelisa Desisa ·
2022 Tamirat Tola ·
2023 Victor Kiplangat